# Federația de Fotbal din Guyana Franceză
Federația de Fotbal din Guyana Franceză (LFG, Ligue de Football de la Guyane în franceză) este forul ce guvernează fotbalul în Guyana Franceză.
Deoarece Guyana Franceză este un departament de peste mări al Franței, federația este subordonată Federației Franceze de Fotbal, iar jucătorii din această regiune pot juca pentru reprezentativa Franței. Forul se ocupă de organizarea echipei naționale și a altor competiții fotbalistice din stat.